# Ngày Đại dương Thế giới
Ngày Đại dương Thế giới được kỷ niệm không chính thức vào ngày 8 tháng 6 khi nó được đề xuất năm 1992 bởi Canada trong Hội nghị Trái Đất ở Rio de Janeiro, Brasil, và sau đó được Liên Hợp Quốc công nhận chính thức là ngày lễ quốc tế vào năm 2008 trong Nghị quyết A/RES/63/111.
Từ đó đến nay ngày lễ này đã được điều phối và tổ chức bởi các tổ chức quốc tế là Dự án Đại dương Thế giới (Ocean Project) và Mạng lưới Đại dương Thế giới (World Ocean Network) với sự tham gia của nhiều nước trên toàn cầu.

## Mục đích
Ngày Đại dương Thế giới là một cơ hội hàng năm nhằm nhắc nhở con người quan tâm tới những giá trị của đại dương, các sản phẩm từ biển và đại dương như hải sản, sự sống trong lòng đại dương, bể thủy sinh cũng như những giá trị nội tại của nó. Đại dương cũng mang lại những tuyến hàng hải trong thương mại quốc tế. Ô nhiễm toàn cầu và tiêu dùng quá mức các loài hải sản đã khiến cho lượng tài nguyên đại dương này đang ngày càng thu hẹp.
Dự án Đại dương Thế giới, hợp tác với Mạng lưới Đại dương Thế giới đã tổ chức các hoạt động cho ngày đại dương thế giới từ 2003 với sự tham gia của trên 1.600 tổ chức và những cơ quan khác nhau trên toàn thế giới. Họ liên kết và hợp tác với nhau nhằm đưa ra những cảnh báo có ảnh hưởng về vai trò của Đại dương đối với sự sống trên Trái Đất cũng như cách mà con người có thể bảo vệ nó.
Ngày Đại dương Thế giới mang lại cơ hội cho mỗi người tham gia vào bảo vệ tương lai của môi trường, thông qua những hoạt động quảng bá, bảo vệ môi trường biển – nhặt rác tại các bãi biển, các chương trình giáo dục, cuộc thi nghệ thuật, liên hoan phim, các sự kiện bảo tồn các loài cá, phản đối các hành động đánh bắt và tiêu dùng làm ảnh hưởng tới sự phát triển của những loài có nguy cơ tuyệt chủng cao.